# جائزة المكسيك الكبرى 2018
جائزة المكسيك الكبرى 2018 هو سباق فورمولا 1 أقيم في حلبة هيرمانوس رودريغيز، مدينة مكسيكو، المكسيك. كان التاسع عشر من أصل 21 في بطولة العالم لسباقات الفورمولا واحد موسم 2018. حلّ الهولندي ماكس فيرستابين أولا بينما جاء الألماني سباستيان فيتل في المركز الثاني وحصل على المركز الثالث الفنلندي كيمي رايكونن.

## الترتيب النهائي
|         | الترتيب | السائق         | النقاط |
| ------- | ------- | -------------- | ------ |
|         | 1       | لويس هاملتون   | 358    |
|         | 2       | سباستيان فيتل  | 294    |
|         | 3       | كيمي رايكونن   | 236    |
|         | 4       | فالتيري بوتاس  | 227    |
|         | 5       | ماكس فيرستابين | 216    |
| المصدر: |         |                |        |